# Alchemilla rhiphaea
Alchemilla rhiphaea es una especie de planta del género Alchemilla, perteneciente a la familia Rosaceae.

## Taxonomía
Alchemilla rhiphaea fue descrita por Serguéi Yuzepchuk en 1951.

## Distribución
Se encuentra en el territorio este de la parte europea de Rusia.